# 道上尚史

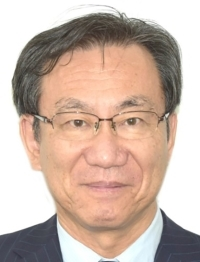
在ブルガリア日本国大使館ウェブページより

道上 尚史（みちがみ ひさし、1958年 - ）は、日本の外交官。ドバイ総領事、釜山総領事、三国協力事務局長、駐ミクロネシア連邦特命全権大使を経て、駐ブルガリア特命全権大使。

## 人物・経歴
大阪府出身。東京大学法学部卒業。1983年外務省入省後、韓国語研修でソウル大学校大学院外交学科、ハーバード大学大学院に留学し、“コリア・スクール"に属する。1998年在大韓民国日本国大使館参事官。2003年外務省経済局経済第二課長。2007年在中華人民共和国日本国大使館公使兼広報文化センター長。2011年在大韓民国日本国大使館公使兼公報文化院長。2014年在大韓民国日本国大使館公使（総括担当）。同年ドバイ総領事。2017年から釜山総領事を務め、慰安婦像問題などにあたった。2019年三国協力事務局事務局長。2021年駐ミクロネシア連邦特命全権大使。2023年駐ブルガリア特命全権大使。

## 著書
- "한국을 모르는 한국인 일본을 모르는 일본인 "무한 1999年
- 『日本外交官、韓国奮闘記』文春新書 2001年
- 『外交官が見た「中国人の対日観」』文春新書 2010年
- 『日本エリートはズレている』角川新書 2017年
- 『韓国の変化日本の選択―外交官が見た日韓のズレ』ちくま新書 2022年

## 同期
- 相川一俊（23年EU大使・20年イラン大使）
- 相星孝一（21年韓国大使・18年イスラエル大使・14年ASEAN大使）
- 尾池厚之（23年ジュネーブ代表部大使・20年ユネスコ大使）
- 小笠原一郎（19年軍縮会議大使・16年マダガスカル大使）
- 奥山爾朗（22年ヨルダン大使）
- 片山和之（23年日本台湾交流協会台北事務所長・20年ペルー大使）
- 金杉憲治（23年中国大使）
- 杵渕正巳（22年ボスニアヘルツェゴビナ大使・20年東ティモール大使）
- 木村元（20年モザンビーク大使）
- 新美潤（22年OECD大使）
- 丸山則夫（22年アイルランド大使）
- 水内龍太（22年オーストリア大使・20年ザンビア大使）
- 水鳥真美（18年国連事務総長特別代表）
- 南博（22年オランダ大使）
- 宮原信孝（18年笹川平和財団研究員）
- 村林弘文（21年在ヒューストン日本国総領事）
- 森健良（21年外務事務次官）
- 山﨑和之（23年国連大使）
- 山田滝雄（20年ベトナム大使・17年ユネスコ大使・10年ASEAN大使）
- 山本広行（23年ベラルーシ大使・20年トルクメニスタン大使）
- 和田充広（21年パキスタン大使）